# Pantopipetta buccina
Pantopipetta buccina is een zeespin uit de familie Austrodecidae. De soort behoort tot het geslacht Pantopipetta. Pantopipetta buccina werd in 1994 voor het eerst wetenschappelijk beschreven door Child. 